# A-377
La A-377 es una carretera andaluza en la provincia de Málaga.
Es una prolongación de la carretera A-369 entre Ronda y Gaucín. En su recorrido pasa cerca del municipio de Casares, antes de continuar hacia Manilva. Justo antes de su llegada a esta localidad, la carretera tiene un enlace con la AP-7. La A-377 termina en la A-7 en San Luis de Sabinillas, la barriada costera de Manilva.
- Datos: Q5653311